# Ooststraat
De Ooststraat is een straat in het centrum van de Belgische stad Roeselare en een van de belangrijkste winkelstraten in de provincie West-Vlaanderen. De straat loopt van het stationsplein tot en met de Grote Markt. Over zijn volle lengte is het gelijkvloers van de gebouwen ingenomen door handelszaken, op enkele horecazaken en het oude postgebouw na.
Het eerste deel van de straat, van het stationsplein tot het Blomme-museum, is verkeersvrij. De rest van de straat is eenrichtingsverkeer. De straat heeft brede voetpaden voor het winkeltoerisme. Zowel grote internationale ketens als kleinere speciaalzaken zijn in de Ooststraat gevestigd.
De straat is een van de oudste straten in Roeselare, samen met onder meer de Ieperstraat, de Zuidstraat en de Noordstraat. Toen halverwege de 18e eeuw in de Oostenrijkse Nederlanden de steenweg van Menen naar Brugge werd aangelegd via Roeselare, werd het verkeer vooral verlegd naar de zuid-noord as over de Zuidstraat, Grote Markt en Noordstraat. De Ferrariskaart uit 1770-1776 toont al een dichte bebouwing tot aan de nu overwelfde Sint-Amandsbeek. Na de aanleg van het station van Roeselare in 1846-1847 en de Vaart, won de straat ook weer aan belang. De Spanjestraat, nu aan de overkant van de sporen, sloot toen direct aan op de Ooststraat. Op het eind van de 19de eeuw kwamen er diverse nieuwe zijstraten bij, namelijk de Kunststraat (de huidige Henri Horriestraat), de Keizerstraat (de huidige Jan Mahieustraat) en de Vlamingstraat aan de noordzijde, en de Delaerestraat en de Gasstraat aan de zuidzijde. Aan de zuidzijde reed op het eind van de 19de eeuw de stoomtram richting Hooglede. Er waren weinig beschadigingen in de beide Wereldoorlogen. Tot in het begin van de 19de eeuw kende de straat zowel woonsten als handelszaken. Daarna verdwenen de kleine huizen ten koste van grote handelszaken, herbergen en herenhuizen.

## Gebouwen
- Het voormalige winkelhuis "In den Gulden Blieck" van Callebert-Blieck met het aanpalend woonhuis (nr. 33) dateert uit 1906. Het is in eclectische stijl opgetrokken.
- Het voormalige postgebouw (nr. 35) werd gebouwd tussen 1901 en 1903 in eclectische stijl. Tot 1900 had hier een gevangenis gestaan. Tot 1977 werd het als postgebouw gebruikt, daarna werd het door het stadsbestuur opgekocht en deed dienst voor culture activiteiten, als Infocentrum.
- Het winkelhuis Denys-Schelpe (nrs. 68-70) in art-nouveaustijl dateert uit 1902. Het werd gebouwd in opdracht van A. Denys-Schelpe, een handelaar in stoffen en pelzen. De opschriften "Dit huis is de vlinder genaamd" op nummer 70 en "Dit huis is de tijger genaamd" op nummer 68 zijn een verwijzing naar respectievelijk zijde en pels.